# 蒂卡姆加尔
蒂卡姆加尔（Tikamgarh），是印度中央邦Tikamgarh县的一个城镇。总人口68572（2001年）。

## 人口
该地2001年总人口68572人，其中男性36051人，女性32521人；0—6岁人口10055人，其中男5129人，女4926人；识字率70.55%，其中男性为77.12%，女性为63.26%。